# Costa (Torreano)
Costa (Cueste in friulano, Cuesta in friulano locale, Podgrad in po nasen locale o Zagrad in sloveno della Benecia) è una piccola frazione del comune di Torreano, posta poco meno di 200 m sopra Laurini.

## Storia
I suoi primi abitanti potrebbero essere stati dei Laurinensi che, durante invasioni barbariche e slave si sono rifugiati nei rilievi sovrastanti a Laurini e Torreano. Nel 739 è stata parzialmente distrutta dagli slavi nella Battaglia di Laurinis.

## Origine del nome
- In italiano e friulano

Deriva dal latino e potrebbe significare sia tratto di monte in pendenza coperto di vegetazione, sia strada che sale sul fianco d’una collina
- In sloveno

La localitá viene chiamata Podgrad dagli abitanti sloveni della valle di Torreano, Zagrad dagli sloveni di Spignon, Pegliano e Antro che abitano nella valle del Natisone.  Il toponimo starebbe a indicare in sloveno "grad" (= castello). In questo caso Podgrad/Zagrad starebbe ad indicare una localitá posta sotto o dietro un castello. Ma vista l'assenza di resti di castelli nelle vicinanze potrebbe stare anche a indicare steccato o recinto.

## Luoghi di culto
La piccola chiesetta di Sant'Ermacora e Fortunato, è una delle più vecchie del comune essendo stata costruita nel 1440. È stata rinnovata nel 1712, con l'aggiunta del portico esterno e, nel 1757 viene fatto fare a Michele Pariotti l'altare. È posta su una altura sovrastante Costa e Laurini. 
La chiesetta di San Giovanni Bosco è una chiesa costruita nel 1937 ed è situata esattamente a metà strada tra Costa e Canalutto. 
Tutte e due le chiesette vengono aperte solo per le feste degli omonimi santi o per occasioni speciali.